# Chairman of the Joint Chiefs of Staff
Der Vorsitzende des Generalstabs der Streitkräfte der Vereinigten Staaten (CJCS) ist der Vorsitzende des Generalstabs der Vereinigten Staaten (JCS). Der Vorsitzende ist der ranghöchste Militäroffizier der Streitkräfte der Vereinigten Staaten und der wichtigste militärische Berater des Präsidenten, des Nationalen Sicherheitsrats, des Heimatschutzrats, und des Verteidigungsministers. Obwohl der Vorsitzende des Generalstabs der Streitkräfte der Vereinigten Staaten alle anderen Offiziere mit Dienstgrad übertrifft, ist es gesetzlich verboten, dass der Vorsitzende operationelle Kommandoautorität über die Streitkräfte hat. Der Vorsitzende unterstützt jedoch den Präsidenten und den Verteidigungsminister bei der Ausübung ihrer Kommandoaufgaben.
Der Vorsitzende leitet die Sitzungen und koordiniert die Bemühungen des Generalstabs, eines beratenden Gremiums innerhalb des Verteidigungsministeriums der Vereinigten Staaten, bestehend aus dem Vorsitzenden, dem Vizevorsitzenden des Generalstabs der Streitkräfte, dem Generalstabschef des Heeres, dem Kommandeur des Marine Corps, dem Admiralstabschef der Marine, dem Generalstabschef der Luftwaffe, dem Generalstabschef der Raumstreitkräfte und dem Chef des National Guard Bureau. Das Amt eines gesetzlichen und dauerhaften Vorsitzenden des Generalstabs wurde durch die Änderungen von 1949 am National Security Act of 1947 geschaffen. Das Goldwater-Nichols-Gesetz von 1986 erhöhte den Vorsitzenden vom "Ersten unter Gleichen" zum "hauptverantwortlichen militärischen Berater" des Präsidenten und des Verteidigungsministers.
Der Generalstab, geleitet vom Direktor des Generalstabs, und bestehend aus Militärpersonal aller Dienste, unterstützt den Vorsitzenden bei der Erfüllung seiner Aufgaben gegenüber dem Präsidenten und dem Verteidigungsminister und fungiert als Bindeglied und Sammler von Informationen zwischen dem Vorsitzenden und den Kampfkommandeuren. Das National Military Command Center (NMCC) ist Teil der Operationsdirektion des Joint Staff (J-3).
Obwohl das Amt des Vorsitzenden des Generalstabs der Streitkräfte der Vereinigten Staaten als sehr wichtig und äußerst angesehen gilt, haben weder der Vorsitzende, der Vizevorsitzende noch der Generalstab als Gremium Kommandoautorität über Kampftruppen. Das Goldwater-Nichols-Gesetz legt die operative Befehlskette vom Präsidenten direkt zum Verteidigungsminister und dann zu den Kommandeuren der vereinigten Kampfkommandos fest. Die Dienstchefs haben jedoch Autorität über Personalzuweisungen und die Aufsicht über Ressourcen und Personal, die den Kommandeuren der Kampfkommandos innerhalb ihrer jeweiligen Dienste zugewiesen sind (abgeleitet von den Dienstsekretären).
Der Vorsitzende kann auch Mitteilungen von Präsident und Verteidigungsminister an die Kommandeure der Kampfkommandos übermitteln und zusätzliche Mittel an die Kommandeure der Kampfkommandos zuweisen, wenn dies erforderlich ist. Der Vorsitzende führt auch alle anderen in 10 U.S.C. § 153 vorgeschriebenen Funktionen aus oder überträgt diese Aufgaben und Verantwortlichkeiten auf andere Offiziere im Generalstab.
Seit dem 11. April 2025 ist Dan Caine Chairman of the Joint Chiefs of Staff.

## Organisation und Assistenten

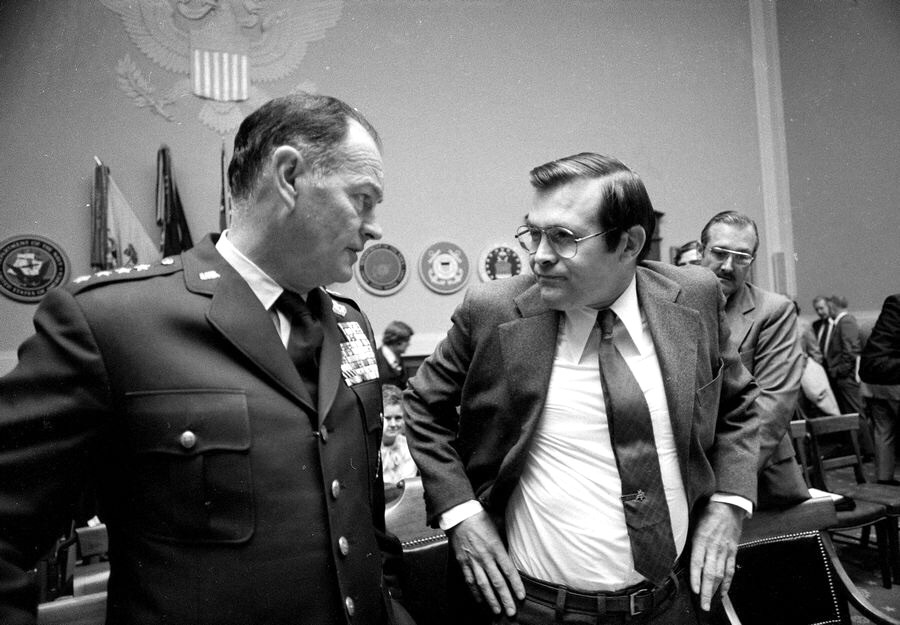
JCS-Vorsitzender General George S. Brown mit Verteidigungsminister Donald Rumsfeld bei einer Anhörung vor dem Senatsausschuss für bewaffnete Dienste am 15. Januar 1976.

Der stellvertretende Vorsitzende des Vorsitzenden ist der Vizevorsitzende des Generalstabs der Streitkräfte (VCJCS), ein weiterer Vier-Sterne-General oder Admiral, der unter anderem den Joint Requirements Oversight Council (JROC) leitet.
Der Vorsitzende des Generalstabs der Streitkräfte wird vom Joint Staff unterstützt, geleitet vom Direktor des Generalstabs, einem Dreisterne-General oder Admiral. Der Joint Staff ist eine Organisation, die aus etwa gleichen Anteilen von Offizieren besteht, die dem Heer, der Marine, dem Marine Corps, der Luftwaffe und den Raumstreitkräften angehören und dem Vorsitzenden bei der einheitlichen strategischen Ausrichtung, Operation und Integration der landgestützten, maritimen, luftgestützten und raumgestützten Kampfkräfte dient. Das National Military Command Center (NMCC) ist Teil der Operationsdirektion des Joint Staff (J-3).
Der Vorsitzende des Generalstabs der Streitkräfte wird auch in Fragen des Unteroffizierspersonals vom Senior Enlisted Advisor to the Chairman beraten, der als Kommunikationsverbindung zwischen dem Vorsitzenden und den leitenden Unteroffizieren (Command Sergeant Major, Command Master Chief Petty Officer und Command Chief Master Sergeant) der Kampfkommandos fungiert.

## Vorgeschichte
Fleet Admiral William Daniel Leahy, USN, diente vom 20. Juli 1942 bis zum 21. März 1949 als Stabschef des Oberkommandierenden von Armee und Marine. Er leitete Sitzungen des sogenannten Joint Chiefs of Staff, und Leahys Büro war die Vorläuferposition des Vorsitzenden des Generalstabs der Streitkräfte, der 1949 geschaffen wurde.

## Ernennung und Rang

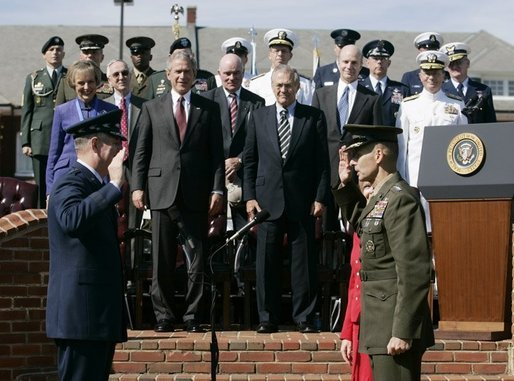
Der scheidende Vorsitzende des Generalstabs der Streitkräfte, General Richard Myers, vereidigt den neuen Vorsitzenden, General Peter Pace, während Präsident George W. Bush und Verteidigungsminister Donald Rumsfeld bei der Kommandoübergabe am Fort Myer, Virginia am 30. September 2005 zuschauen.

Der Vorsitzende wird vom Präsidenten zur Ernennung aus den regulären Komponenten der Streitkräfte vorgeschlagen und muss durch eine Mehrheitsabstimmung im Senat bestätigt werden. Der Vorsitzende und der Vizevorsitzende dürfen nicht derselben Dienstzweig-Servicezweig der Streitkräfte angehören. Der Präsident kann jedoch diese Beschränkung für eine begrenzte Zeit aufheben, um eine geordnete Übergabe der Offiziere in diesen Positionen zu ermöglichen. Der Vorsitzende dient eine einzige Amtszeit von vier Jahren nach dem Willen des Präsidenten, mit der Möglichkeit einer Wiederernennung zu zusätzlichen Amtszeiten nur in Kriegszeiten oder nationalen Notfällen.
Historisch gesehen diente der Vorsitzende zwei aufeinanderfolgende Amtszeiten von zwei Jahren, bis das Gesetz zur nationalen Verteidigungsautorisation für das Haushaltsjahr 2017 die Amtszeit des Vorsitzenden auf eine einzige vierjährige Amtszeit änderte. Gemäß dem Gesetz wird der Vorsitzende während seiner Amtszeit als Vier-Sterne-General oder Admiral eingestuft und tritt sein Amt am 1. Oktober der ungeraden Jahre an.
Obwohl der erste Vorsitzende des Generalstabs der Streitkräfte, Omar Bradley, schließlich einen fünften Stern erhielt, erhält der CJCS diesen nicht automatisch, und die Verleihung von Bradleys fünftem Stern erfolgte, damit sein Untergebener, General of the Army Douglas MacArthur, ihn nicht im Rang übertrifft. In den 1990er Jahren gab es in DoD-akademischen Kreisen Vorschläge, dem Vorsitzenden einen Fünf-Sterne-Rang zu verleihen.
Früher, während der Präsidentschaften von Harry S. Truman und Dwight D. Eisenhower, wurde die Position des Vorsitzenden des Generalstabs der Streitkräfte gemäß dem Dienstzweig des amtierenden Vorsitzenden des Generalstabs der Streitkräfte rotiert. In dieser Rotation stammte der neue Vorsitzende aus einem anderen Dienstzweig. Zum Beispiel, im Jahr 1957, nach dem Rücktritt von Admiral Arthur W. Radford als Vorsitzender des Generalstabs der Streitkräfte, nominierte Präsident Eisenhower den Luftwaffen-General Nathan Twining als Radfords Nachfolger. Als General Twining in den Ruhestand ging, nominierte Eisenhower Armee-General Lyman L. Lemnitzer als Nachfolger von Twining als Vorsitzender
Im Oktober 1962, als Präsident Kennedy Armee-General Maxwell Taylor zum Nachfolger von General Lemnitzer ernannte, brach Kennedy schließlich die traditionelle Rotation für die Position zwischen der Luftwaffe, der Marine, dem Marine Corps und der Armee. Kennedy ersetzte einen Vorsitzenden aus der Armee durch einen General, der ebenfalls aus der Armee stammte. Zu dieser Zeit hätte Kennedy entweder den Stabschef der Air Force General Curtis E. LeMay, den Chef der Marineoperationen Admiral George W. Anderson Jr. oder den Kommandanten des Marine Corps General David Shoup zum Nachfolger von General Lemnitzer als fünften Vorsitzenden des Generalstabs der Streitkräfte ernennen sollen. Seitdem wurde die traditionelle Rotation abgeschafft.

## Amtsinhaber
| Nr. | Bild | Name                                 | Dienstzeit       | Dienstzeit         | Servicezweig            | Präsident                                |
| Nr. | Bild | Name                                 | Amtsantritt      | Amtsende           | Servicezweig            | Präsident                                |
| --- | ---- | ------------------------------------ | ---------------- | ------------------ | ----------------------- | ---------------------------------------- |
| 1   |      | Omar N. Bradley                      | 19. August 1949  | 15. August 1953    | United States Army      | Harry S. Truman                          |
| 2   |      | Arthur W. Radford                    | 15. August 1953  | 15. August 1957    | United States Navy      | Dwight D. Eisenhower                     |
| 3   |      | Nathan F. Twining                    | 15. August 1957  | 30. September 1960 | United States Air Force | Dwight D. Eisenhower                     |
| 4   |      | Lyman L. Lemnitzer                   | 1. Oktober 1960  | 30. September 1962 | United States Army      | Dwight D. Eisenhower, John F. Kennedy    |
| 5   |      | Maxwell D. Taylor                    | 1. Oktober 1962  | 1. Juli 1964       | United States Army      | John F. Kennedy, Lyndon B. Johnson       |
| 6   |      | Earle Wheeler                        | 3. Juli 1964     | 2. Juli 1970       | United States Army      | Lyndon B. Johnson, Richard Nixon         |
| 7   |      | Thomas H. Moorer                     | 2. Juli 1970     | 1. Juli 1974       | United States Navy      | Richard Nixon                            |
| 8   |      | George S. Brown                      | 1. Juli 1974     | 20. Juni 1978      | United States Air Force | Richard Nixon, Gerald Ford, Jimmy Carter |
| 9   |      | David C. Jones                       | 21. Juni 1978    | 18. Juni 1982      | United States Air Force | Jimmy Carter, Ronald Reagan              |
| 10  |      | John W. Vessey Jr.                   | 18. Juni 1982    | 30. September 1985 | United States Army      | Ronald Reagan                            |
| 11  |      | William J. Crowe                     | 1. Oktober 1985  | 30. September 1989 | United States Navy      | Ronald Reagan, George H. W. Bush         |
| 12  |      | Colin Powell                         | 1. Oktober 1989  | 30. September 1993 | United States Army      | George H. W. Bush, Bill Clinton          |
| –   |      | David E. Jeremiah (kommissarisch)    | 1. Oktober 1993  | 24. Oktober 1993   | United States Navy      | Bill Clinton                             |
| 13  |      | John M. Shalikashvili                | 25. Oktober 1993 | 30. September 1997 | United States Army      | Bill Clinton                             |
| 14  |      | Henry H. Shelton                     | 1. Oktober 1997  | 30. September 2001 | United States Army      | Bill Clinton, George W. Bush             |
| 15  |      | Richard B. Myers                     | 1. Oktober 2001  | 30. September 2005 | United States Air Force | George W. Bush                           |
| 16  |      | Peter Pace                           | 1. Oktober 2005  | 30. September 2007 | U.S. Marine Corps       | George W. Bush                           |
| 17  |      | Michael G. Mullen                    | 1. Oktober 2007  | 30. September 2011 | United States Navy      | George W. Bush, Barack Obama             |
| 18  |      | Martin E. Dempsey                    | 1. Oktober 2011  | 30. September 2015 | United States Army      | Barack Obama                             |
| 19  |      | Joseph F. Dunford                    | 1. Oktober 2015  | 30. September 2019 | U.S. Marine Corps       | Barack Obama, Donald Trump               |
| 20  |      | Mark A. Milley                       | 1. Oktober 2019  | 30. September 2023 | United States Army      | Donald Trump, Joe Biden                  |
| 21  |      | Charles Q. Brown Jr.                 | 1. Oktober 2023  | 21. Februar 2025   | United States Air Force | Joe Biden, Donald Trump                  |
| –   |      | Christopher W. Grady (kommissarisch) | 21. Februar 2025 | 11. April 2025     | United States Navy      | Donald Trump                             |
| 22  |      | J. Daniel Caine                      | 11. April 2025   |                    | United States Air Force | Donald Trump                             |